# 覓倫
覓倫（1889年1月9日—1946年3月28日），加拿大卑詩省律師、政治人物，卑詩保守黨籍。
1928年當選卑詩省省議會議員，代表溫哥華市選區，並獲委任為不管廳長，1933年卸任。1937年再次當選省議員，代表溫哥華灰角選區。1938年成為卑詩保守黨黨魁及反對黨領袖。1941至1946年任卑詩省律政廳長。其中於1943至1944年兼任加拿大大律師公會主席。1946年因流感在溫哥華全科醫院逝世，享年57歲。